# Södergrunden, Kimitoön
Södergrunden är öar i Finland. De ligger i Skärgårdshavet och i kommunen Kimitoön i landskapet Egentliga Finland, i den sydvästra delen av landet. Öarna ligger omkring 44 kilometer söder om Åbo och omkring 150 kilometer väster om Helsingfors.
Arean för den av öarna koordinaterna pekar på är 3,5 hektar och dess största längd är 340 meter i sydöst-nordvästlig riktning. Runt Södergrunden är det glesbefolkat, med 14 invånare per kvadratkilometer. Närmaste större samhälle är Dragsfjärd, 8,5 km öster om Södergrunden.